# 马绪涛
马绪涛（1924年—1995年10月27日），男，浙江奉化人，中华人民共和国政治人物，曾任青岛市政协副主席，中国民主建国会山东省委员会副主任委员，山东省人大常委会副主任。